# Jari Rantanen
Jari Rantanen, född 31 december 1961 i Helsingfors, Finland, är en finländsk tidigare fotbollsspelare.

## Meriter
- UEFA-cupmästare med IFK Göteborg 1987